# Arles-sur-Tech
Arles-sur-Tech (kat.: Arles) to miejscowość i gmina we Francji, w regionie Oksytania, w departamencie Pireneje Wschodnie, położone nad rzeką Tech.
Według danych na rok 2010 gminę zamieszkiwało 2728 osób, a gęstość zaludnienia wynosiła 98 osób/km² (wśród 1545 gmin Langwedocji-Roussillon Arles-sur-Tech plasuje się na 137. miejscu pod względem liczby ludności, natomiast pod względem powierzchni na miejscu 208.). 

## Zabytki
Zabytki w Arles-sur-Tech posiadające status Monument historique:
- opactwo św. Marii (Abbaye Sainte-Marie d'Arles-sur-Tech)
- dolmen Caixa de Rotllan
- kościół św. Piotra z Riuferrer (Église Saint-Pierre de Riuferrer)
- kościół św. krzyża z Quercorb (Église Sainte-Croix de Quercorb)
- ratusz (Hôtel de ville d'Arles-sur-Tech)
- wieża Saint-Sauveur (Tour Saint-Sauveur)

## Populacja

Populacja Arles-sur-Tech w latach 1962–2008